# Dværgschnauzer
Dværgschnauzer (FCI #183) er en lille, kraftig, tætbygget, ruhåret hunderace af tysk oprindelse. Det er en elegant, formindsket udgave af  mellemschnauzeren uden dværgpræg. Det er den mindste af de tre schnauzervarianter: dværgschnauzer, mellemschnauzer og riesenschnauzer. 
Tysk Schnauze betyder snude, Schnauz betyder moustache eller hvalrosskæg. Riese betyder kæmpe. 

## Oprindelse og alder
Racen blev godkendt ca. 1903. Pinscher og Affenpinscher var sandsynligvis med til at danne racen sammen med Schnauzeren. 

## Udseende, anatomi og fysik
Dværgschnauzeren er den mindste af schnauzerne. Den bliver ca. 30–35 cm i skulderhøjde. Vægten er på ca. 4,5–7 kg. Kvadratisk, mankehøjde tilsvarer ca kropslængde. Hovedlængden svarer til det halve af længden fra manken til haleansatsen; Den har strid, hård og tæt pels der består af tæt underuld og ikke for kort hård dækpels.
Den findes i fire godkendte farver: peber/salt, sort/sølv, sort og hvid. 
Tidligere var det almindeligt at kupere både hale og ører på denne hunderace, men det er nu forbudt.

## Brugsområde
Egner sig godt som vagt- og familiehund. Den er en god turkamerat, og kan bruges i lydighed og agility. I gamle dage brugte mange gård-/godsejere schnauzer-hunde som vagthunde; grunden til dette var, at schnauzer-hunde reagerer meget hurtigt og effektivt på fremmede personer – dette gør den bl.a. ved at opsøge personen og gø utrolig meget. Det siges, at man aldrig rigtig kan lære en schnauzer-hund ikke at gø af fremmede personer; det ligger simpelthen i dens gener.